# Governatorato generale (Impero russo)

Governatorati generali dell'Impero russo (1897)

I governatorati generali (in russo генерал-губернаторство?, general-gubernatorstvo) furono una divisione amministrativa dell'Impero russo dal 1775 al 1917. Erano in genere divisi in gubernija o oblast'. Le gubernii di Mosca e San Pietroburgo formarono ciascuna un governatorato generale a sé, insistente sul medesimo territorio.

## Organizzazione politica
Erano retti da governatori generali con potere amministrativo e militare sul territorio. I governatori generali sovrintendevano ai governatori, ma non partecipavano direttamente all'amministrazione delle gubernii, ad eccezione di quelli di Mosca e San Pietroburgo.

## Elenco dei governatorati generali
- Governatorato generale di San Pietroburgo
- Governatorato generale di Mosca
- Governatorato generale d'Azov
- Governatorato generale bielorusso (1775–1856)
- Governatorato generale della Siberia (1802–1822)
  - Governatorato generale della Siberia orientale (1822–1884), diviso
    - Guberniya militare di Vladivostok (28 aprile - 9 giugno 1880) (Arcipelago dell'imperatrice Eugenia e penisola di Murav'ëv-Amurskij, fondata nell'oblast' del Litorale subito dopo l'"Annessione dell'Amur" che ha trasformato Vladivostok in città-porto.
    - Governatorato generale dell'Amur (1887-1917)
    - Governatorato generale di Irkutsk (1887-1917)

  - Governatorato generale della Siberia occidentale (1822–1882)
- Governatorato generale lituano (1794-1912)
- Governatorato generale di Kiev (1832–1912), noto anche come Krai sudoccidentale (Riva destra ucraina)
- Governatorato generale di Grodno, Minsk, Kovno
- Governatorato generale della Piccola Russia (1802–1856)
- Governatorato generale di Novorossijsk-Bessarabia (1802–1873)
- Governatorato generale di Orenburg (1851–1881)
- Governo generale della Galizia e della Bucovina
- Governatorato generale del Baltico
- Krai della Vistola, poi Governatorato generale di Varsavia (1874-1917)
- Turkestan russo
- Governo generale delle Steppe
- Vicereame del Caucaso (1801-1917)
- Granducato di Finlandia, noto anche come governo generale della Finlandia